# Sandlerche
Die Sandlerche (Ammomanes cinctura) ist eine Art aus der Familie der Lerchen. Ihr Verbreitungsgebiet reicht von Nordafrika bis nach Asien. Es werden drei Unterarten unterschieden.
Die Bestandssituation der Sandlerche wird von der IUCN mit ungefährdet (least concern) eingestuft.

## Merkmale
Die Sandlerche erreicht eine Körperlänge von 13 bis 16 Zentimetern. Die Schnabellänge beträgt vom Schädel aus gemessen 1,16 bis 1,48 Zentimeter. Sie wiegen zwischen 21 und 23 Gramm. Es besteht kein auffallender Geschlechtsdimorphismus.
Die Sandlerche ist eine kleine rötlich und graugefärbte Lerche, deren Gefieder kaum eine Strichelung aufweist. Die Körperoberseite ist gelblich bis rosa-zimtfarben Braun. Stirn und Scheitel sind etwas grauer als das übrige Obergefieder und weisen einige wenige dunklere Punkte und Strichel auf. Kinn und Kehle sind weißlich, die Brust ist hell gelbbraun mit einer kaum erkennbaren Strichelung. Der Bauch ist weißlich bis sehr hell gelbbraun. Das Schwanzgefieder ist blass gelbbraun bis rötlich braun. Charakteristisch für die Sandlerche ist die schwarze, scharf abgesetzte Endbinde auf den Steuerfedern, die am breitesten auf dem mittleren Steuerfederpaar ist. Alle Steuerfedern sind außerdem sehr schmal gelbbraun gesäumt.

## Verwechselungsmöglichkeiten
Die Sandlerche weist große Ähnlichkeit mit der im selben Verbreitungsgebiet und Lebensraum vorkommenden Steinlerche auf. Diese ist etwas größer. Die Sandlerche unterscheidet sich von der Steinlerche unter anderem durch die schwarze Endbinde beim Schwanzgefieder. Von der Einödlerche unterscheidet sich die Sandlerche durch die fehlende Strichelung auf der Körperoberseite.

## Verbreitungsgebiet, Unterarten und Lebensraum

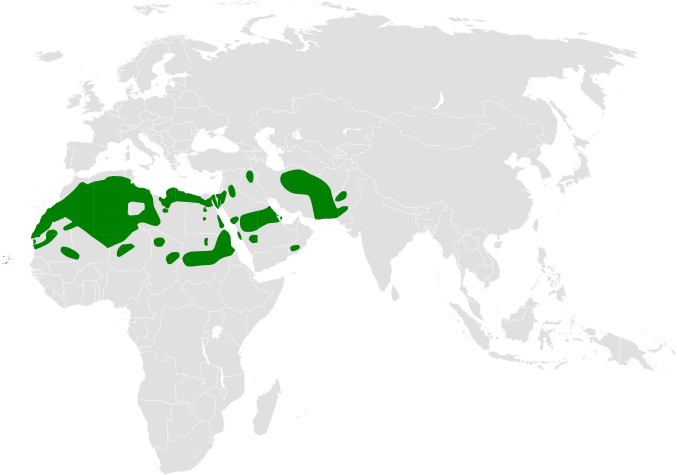
Verbreitungsgebiet der Sandlerche

Das Verbreitungsgebiet der Sandlerche reicht von den Kapverdischen Inseln über Senegal, Mauretanien, Westsahara, Marokko, Mali, Algerien, den Süden Tunesiens, Libyen, Ägypten, Sudan, die Arabische Halbinsel, Iran bis nach Afghanistan und Pakistan. Sie ist ein Standvogel, der teilweise nomadisiert. Als Irrgast wird sie gelegentlich in Kuwait, Syrien, Italien und auf Malta beobachtet.
Die einzelnen Unterarten sind in folgenden Regionen zu finden:
- A. c. cinctura (Gould, 1839) – Vorkommen auf den Kapverdischen Inseln
- A. c. arenicolor (Sundevall, 1850) – Die Unterart wurde ursprünglich als eigenständige Art der Gattung Alauda beschrieben. Sie kommt in Wüsten Nordafrikas bis zur Sinai-Halbinsel und dem Westen der Arabischen Halbinsel vor.
- A. c. zarudnyi Hartert, 1902 – Vorkommen im Osten des Iran, im Süden von Afghanistan und Pakistan. Es ist die dunkelste Unterart mit der am deutlichsten ausgebildeten Endbinde auf den Schwanzfedern.

Der Lebensraum der Sandlerche sind steinige und sandige Wüsten sowie Buschsteppen und unfruchtbares Brachland. Auf Agrarflächen kommt die Sandlerche nicht vor.

## Lebensweise
Die Sandlerche frisst Sämereien, grünes Pflanzenmaterial und Insekten. Sie ist auf dem Boden ein schneller Läufer, der immer wieder verharrt. Sie baumt nahezu nie auf. 
Das Männchen steigt im Singflug vom Boden aus und beginnt in einer Höhe von drei bis sechs Metern zu singen. Singend steigt das Männchen in schmetterlingsartigen auf- und abfallenden Kreisflügen bis zu 30 Meter hoch, bevor es dann wieder auf den Boden zurückkehrt.
Die Fortpflanzungszeit fällt auf den Kapverdischen Inseln in den Zeitraum von September bis April. In Pakistan brütet sie in den Monaten März und April. Wie alle Lerchen ist auch die Sandlerche ein Bodenbrüter. Beide Elternvögel sind am Nestbau und der Aufzucht der Jungvögel beteiligt.

## Einzelbelege
1. ↑  Pätzold: Kompendium der Lerchen. S. 174.
2. ↑  Pätzold: Kompendium der Lerchen. S. 168.
3. 1 2  Pätzold: Kompendium der Lerchen. S. 173.
4. ↑  Pätzold: Kompendium der Lerchen. S. 171.